# SafeVac 2.0
SafeVac 2.0 ist eine Smartphone-App des Paul-Ehrlich-Instituts zur Erhebung der Verträglichkeit von COVID-19-Impfstoffen. Mit installierter App kann man direkt bis maximal 48 Stunden nach der Impfung seine Daten eingeben. Nach der ersten Impfung wird man sieben Mal innerhalb von 3 Wochen befragt. Sollte man länger als 48 Stunden gewartet haben, kann man immer noch die zweite Impfung eintragen. Dann lautet die Frage in Bezug auf die erste Impfung „Hatten Sie in den letzten 4 Wochen Beschwerden, die Sie mit der vorherigen Impfung in Verbindung bringen?“. Nach der zweiten Impfung wird man achtmal innerhalb von 4 Wochen befragt. Die Daten werden verschlüsselt auf dem Smartphone gespeichert und mit einer Zufallsnummer an das Paul-Ehrlich-Institut übermittelt. Die Befragung ist außerdem freiwillig und kann jederzeit beendet werden.
Die Erfassung von Verdachtsfallmeldungen unerwünschter Impfreaktionen ist ein essenzieller Bestandteil der Überwachung der Impfstoffsicherheit.
- Mindestalter von 18 Jahren
- Impfstoffname und die Chargennummer müssen bekannt sein
- Der Impfzeitpunkt darf nicht länger als 48 Stunden her sein

Die SafeVac-App wurde finanziert vom Bundesministerium für Gesundheit in Deutschland. Die App ist hier für jedes Alter geeignet.
Alle Benutzer, die erst mit der Zweitimpfung beginnen, werden über ein 11-seitiges Menü geleitet, wo grundlegende Angaben über Erst- und Zweitimpfung gemacht werden müssen, welches auch problemlos funktioniert. Im letzten Schritt ist es jedoch manchen nicht möglich, auf den erscheinenden „fertig“-Button zu klicken, obwohl alles korrekt eingetragen ist. Öfters hintereinander auf den Button zu klicken, scheint bei anderen zu funktionieren. Die App kann hier ab 12 Jahren genutzt werden.
Verantwortlich ist Klaus Cichutek. Für die Redaktion verantwortlich ist das Referat Pharmakovigilanz.
In der öffentlich zugänglichen Datenbank EudraVigilance kann man Nebenwirkungen finden, die bereits im Zusammenhang mit dem Arzneimittel gemeldet wurden.
SafeVac 2.0 ist eine Weiterentwicklung der Smartphone-App SafeVac 1.0.